# Debai
Debai is een bestuurslaag in het regentschap Sungai Penuh van de provincie Jambi, Indonesië. Debai telt 750 inwoners (volkstelling 2010).